# チェコのイスラム教

チェコの国勢調査による、国内イスラム教コミュニティの人口構成

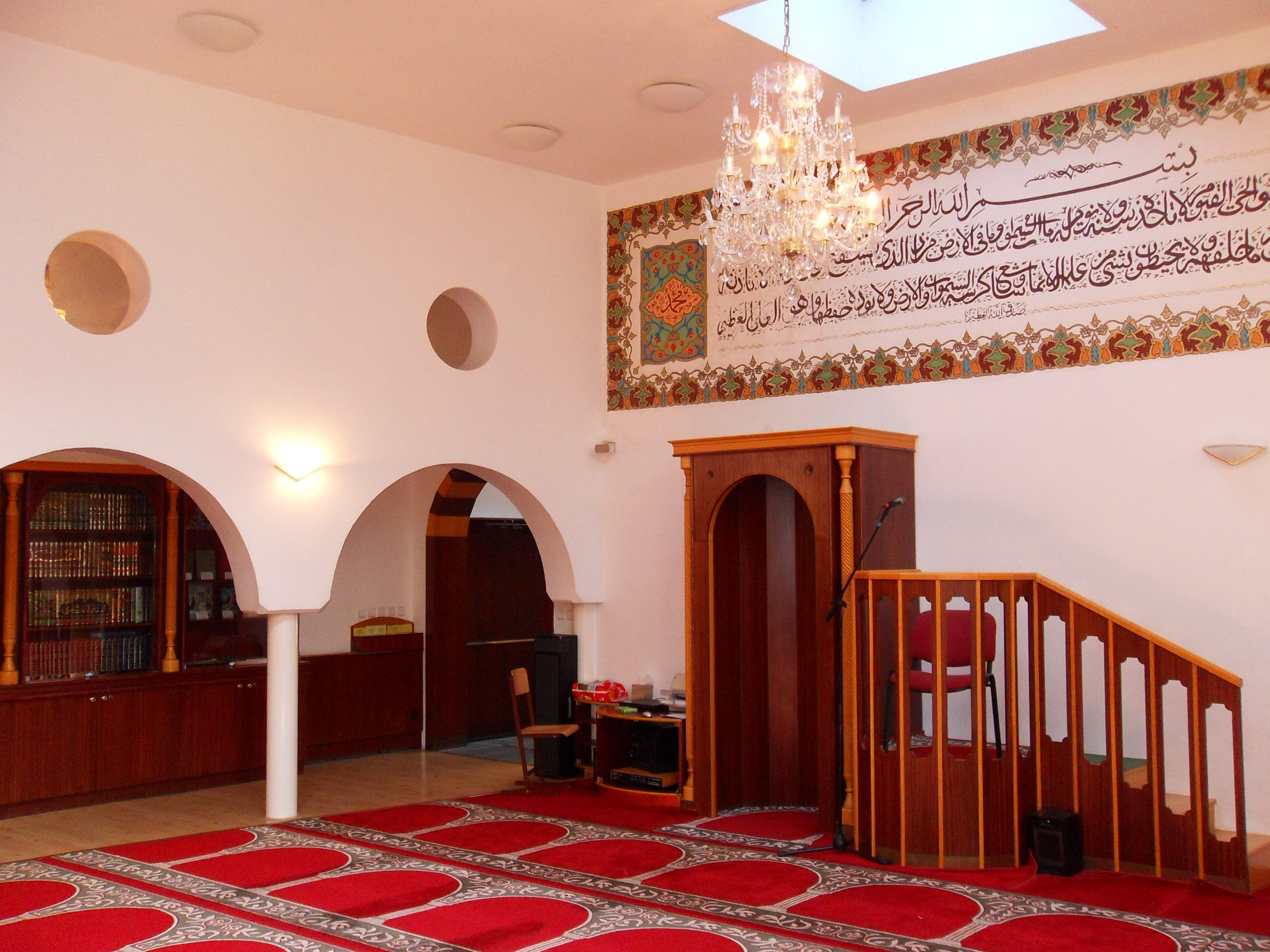
ブルノのモスク

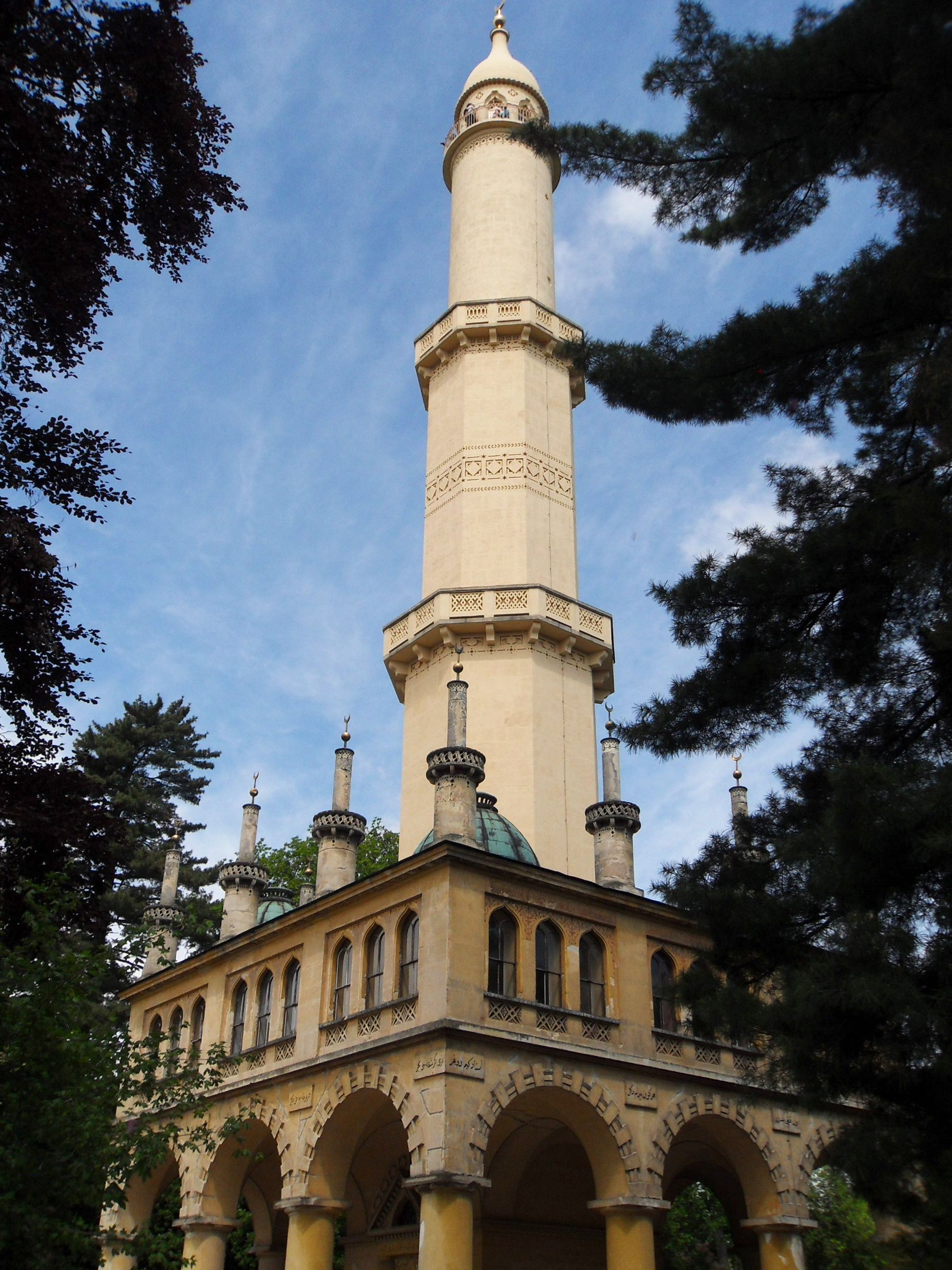
レドニツェのミナレット

本項目では、チェコのイスラム教について記述する。
2001年の国勢調査によると、チェコには約2,800人のムスリム（イスラム教徒）が居住している。これは全人口の0.1%以下となっているが、1991年の国勢調査では495人であったため、国内のムスリム数は増加している。

## 歴史
現在のチェコの領土に初めてイスラム教がもたらされたのは964～965年、当時イスラム教信者が多かったスペインからやってきたユダヤ人商人イブラーヒーム・イブン・ヤアクーブ（別名：アブラハム・ベン・ヤコブ）の訪問によるものであった。彼の回想録は後に出版され、イスラム世界において中央ヨーロッパに関する最初の記述となった。
オスマン帝国による第二次ウィーン包囲に際し、オスマン帝国の偵察隊はモラヴィアまで偵察を行った。オーストリア＝ハンガリー帝国とオスマン帝国の二国間の活発な貿易は19世紀の間続いた。
伝統的に、チェコの文化においてイスラム教の影響は小さい。

## 近代以降
オーストリア＝ハンガリー帝国が制定した1912年の法律により、イスラム教は「国教」と認識され、公式に現在のチェコの領土内においてその存在が許可された。国内最初のコミュニティは1934年に設立されたMomské náboženské obce pro Československoであったが、このコミュニティは1949年に解散となった1968年には新たなイスラム教コミュニティを設立する試みも行われたが失敗に終わっている。1991年、ムスリム宗教コミュニティ（チェコ語: Úředí muslimských náboženských obcí）が設立された。1998年には国内初のモスクがブルノに開設され、 更に一年後には首都プラハに国内2つ目のモスクが建設された。他の都市にモスクを建設する試みは地域住民による抵抗を受けている。2004年、イスラム教はチェコにおいて公式に宗教として登録されることとなった。これにより、コミュニティは国家から融資を受けることが可能となった。
チェコ国内に居住するムスリムの大部分はボスニア・ヘルツェゴヴィナ（1990年代前半）や旧ソビエト連邦（大部分がカフカス地域出身、1990年代後半以降）から移住してきた者で構成されている。国内のイスラム教コミュニティにおいて重要かつ影響力の大きい者はエジプト、シリア、その他中東からの中流階級移民である（チェコスロバキアで学び、そのまま留まった者が多い）。数百人のムスリムはチェコ人に国籍を変更・取得している。